# Villa Ojo de Agua
Villa Ojo de Agua is een plaats in het Argentijnse bestuurlijke gebied Ojo de Agua in de provincie Santiago del Estero. De plaats telt 5.832 inwoners.